# Alexander Spintzyk
Alexander Spintzyk (* 26. Februar 1999 in Friedrichshafen) ist ein deutscher Volleyballspieler.
Spintzyk begann seine Karriere beim Nachwuchsteam des VfB Friedrichshafen, den „Volley YoungStars“, in der 2. Bundesliga Süd und wechselte in der Saison 2018/19 zum Ligakonkurrenten Baden Volleys SSC Karlsruhe. Seit 2021 spielt der Mittelblocker in der zweiten Mannschaft der Karlsruher, mit denen er 2022 als Meister der Regionalliga Süd in die Dritte Liga Süd aufstieg.